# Конаев (город)
Кона́ев (каз. Қонаев / Qonaev) (до мая 2022 года — Капчагай (каз. Қапшағай / Qapşağai); до 1938 года — Илийск) — город в Казахстане, с 8 июня 2022 года административный центр Алматинской области в её новых границах (после выделения из состава новообразованной Жетысуской области). Город расположен на юге страны, на берегу реки Или. В городе расположены пляжи на берегу Капчагайского водохранилища и крупнейшая в республике игорная зона.

## Этимология названия
Первоначальным наименованием будущего города стало Новоилийск, название указывало на то, что в новый посёлок были переселены жители посёлка Или (был основан как Илийский выселок, позднее именовался Илийск, затем в 1938 году был преобразован в рабочий посёлок и переименован в Или; иногда считается, что исходным названием населённого пункта было Илибалык, букв. «Илийская рыба»), который должен был быть затоплен водами нового водохранилища. Новоилийск был переименован в Капчагай Указом Президиума Верховного Совета Казахской ССР от 9 июля 1970 года.
Казахское название Капчагай переводится как «узкое ущелье» или «сжатая земля». 3 мая 2022 года город был переименован в Конаев (каз. Қонаев) в память о Динмухамеде Кунаеве, Первом секретаре ЦК Компартии Казахстана, фактическом руководителе Казахской ССР с 1960 по 1986 год.

## География
Расположен на берегу Капчагайского водохранилища, на реке Или близ пересечения её железной дорогой, в 56 км к северу от Алма-Аты.
После совместного решения Алматинского областного маслихата от 24 ноября 2023 года и постановлением акимата области от 24 ноября 2023 года «Об изменении границ (черты) города Қонаев Алматинской области», будет передача земель общей площадью 10 962 гектара в границы Жетыгенского сельского округа Илийского района Алматинской области. Постановление вводится в действие с 16 декабря 2023 года.

## История
История развития и возникновения города связана с началом строительства Капчагайской ГЭС для экономического развития территории Казахской ССР. На месте строительства водохранилища изначально был расположен посёлок Или, более 5 000 человек были переселены в новый посёлок Новоилийск, посёлок Жетыген и во вновь образованный рыболовецкий колхоз, ныне село Арна. 29 сентября 1969 года в 4 часа 15 минут местного времени была перекрыта река Или. 26 декабря этого же года начался первый этап заполнения водохранилища. Весной 1970 года посёлок Или ушёл на дно водохранилища. 9 июля 1970 года Указом Президиума Верховного Совета Казахской ССР посёлок Или Илийского района Алматинской области был отнесён к категории городов областного подчинения, и ему было присвоено название Капчагай.
За годы советской власти в городе и его окрестностях создана промышленная инфраструктура, вступили в строй заводы: фарфоровый, железобетонных конструкций, высокоточных приборов; элеватор, хлебозаводы, маслозаводы, рыбообрабатывающий комплекс.
С распадом СССР государственные заводы и предприятия были проданы государством по программе приватизации в частные руки и впоследствии прекратили своё существование.
В 1998 году в подчинение городского акимата вошли сёла Заречное и Шенгельды вместе с сельскими округами.
С середины 2000-х годов берега Капчагайского водохранилища, являющиеся водоохранной зоной, начали активно застраиваться под частные мини-мотели и кафе, бесплатных общественных пляжей для отдыха практически не осталось. Из-за застройки прибрежной водоохранной зоны происходит загрязнение вод водохранилища канализационными отходами.
В 2007 году принят закон «Об игорном бизнесе», по которому казино и залы игровых автоматов подлежат размещению в Алматинской области на побережье Капшагайского водохранилища и в Щучинском районе Акмолинской области.
16 марта 2022 года президент Касым-Жомарт Токаев заявил, что поддерживает переименование Капшагая в Конаев. Также было предложено сделать его новым центром Алматинской области, от которой отделится Жетысуская область с областным центром в Талдыкоргане.
3 мая 2022 года президент подписал указ о переименовании города в Конаев. В этот же день вышел указ о переносе областного центра Алматинской области из города Талдыкорган в Конаев, введённый в действие 8 июня 2022 года.
9 июля 2024 года совместным решением Алматинского областного маслихата и постановлением Акимата Алматинской области часть земель Конаева войдут в состав города Алатау. Документ вступает в силу по истечении десяти календарных дней после его официального опубликования.

## Административное деление
В состав Конаевской городской администрации входят следующие населённые пункты:
1. город Конаев;
2. Заречный сельский округ; Ветстанци ; ДРП; разъезд Железнодорожный; с. Арна;
3. Шенгельдинский сельский округ. Военный городок; зона отдыха; санаторий Металлург; с. Акозек; рзд. Боктёр; с. Кербулак; рзд. Кулантюбе; ст. Коскудук; с. Сарыбулак; рзд. Таскум; с. Шолак .
4. К городу Конаеву присоединена территория восьми дачных массивов; «Капшагай Алтын-Алма»;«Бирлесу»; «Заря-Капшагай»; «Капшагай Энергетик-1»; «Заря»; «Садоводческое общество ГЦИ-демалыс»; «Связист-1»; «Строитель».

## Население
| Численность населения | Численность населения | Численность населения | Численность населения | Численность населения | Численность населения | Численность населения | Численность населения | Численность населения | Численность населения |
| 1959                  | 1970                  | 1979                  | 1989                  | 1991                  | 1999                  | 2001                  | 2003                  | 2004                  | 2005                  |
| --------------------- | --------------------- | --------------------- | --------------------- | --------------------- | --------------------- | --------------------- | --------------------- | --------------------- | --------------------- |
| 14 072                | ↗15 071               | ↗25 629               | ↗38 300               | ↗44 400               | ↗46 257               | ↘45 600               | ↗47 678               | ↘47 606               | ↗50 080               |
| 2006                  | 2007                  | 2008                  | 2009                  | 2010                  | 2011                  | 2012                  | 2013                  | 2014                  | 2015                  |
| ↗50 703               | ↗51 667               | ↗53 082               | ↗54 406               | ↗55 747               | ↘53 648               | ↗54 956               | ↗56 047               | ↗57 516               | ↗59 047               |
| 2016                  | 2017                  | 2018                  | 2019                  |                       |                       |                       |                       |                       |                       |
| ↗60 892               | ↗61 302               | ↗61 643               | ↗61 767               |                       |                       |                       |                       |                       |                       |

| Все население   | Все население       | Все население       | Оба пола | Оба пола | Оба пола   | В том числе | В том числе | В том числе | В том числе | В том числе | В том числе |
| Все население   | Все население       | Все население       | 1999     | 2009     | в % к 1999 | мужчин      | мужчин      | мужчин      | женщин      | женщин      | женщин      |
| --------------- | ------------------- | ------------------- | -------- | -------- | ---------- | ----------- | ----------- | ----------- | ----------- | ----------- | ----------- |
| Все население   | Все население       | Все население       | 1999     | 2009     | в % к 1999 | 1999        | 2009        | в % к 1999  | 1999        | 2009        | в % к 1999  |
| Конаевская г.а. | Конаевская г.а.     | Конаевская г.а.     | 46257    | 52458    | 113,4      | 21936       | 25087       | 114,4       | 24321       | 27371       | 112,5       |
|                 | Конаев г.           | Конаев г.           | 33428    | 39855    | 119,2      | 15435       | 18823       | 122,0       | 17993       | 21032       | 116,9       |
|                 | Заречный с.о.       | Заречный с.о.       | 2967     | 4245     | 143,1      | 1486        | 2104        | 141,6       | 1481        | 2141        | 144,6       |
|                 |                     | Заречный с.         | 2477     | 3477     | 140,3      | 1237        | 1719        | 139,0       | 1240        | 1758        | 141,8       |
|                 |                     | Арна с.             | 490      | 768      | 156,7      | 249         | 385         | 154,6       | 241         | 383         | 158,9       |
|                 | Шенгельдинский с.о. | Шенгельдинский с.о. | 9862     | 8358     | 84,7       | 5015        | 4160        | 83,0        | 4847        | 4198        | 86,6        |
|                 |                     | Шенгельди с.        | 4938     | 4601     | 93,2       | 2451        | 2244        | 91,6        | 2487        | 2357        | 94,8        |
|                 |                     | Акозек с.           | 540      | 536      | 99,3       | 292         | 268         | 91,8        | 248         | 268         | 94,8        |
|                 |                     | Боктер рзд.         | 12       | 25       | 208,3      | 8           | 11          | 137,5       | 4           | 14          | 350         |
|                 |                     | Кербулак с.         | 1932     | 1543     | 79,9       | 997         | 798         | 80,0        | 935         | 745         | 79,7        |
|                 |                     | Кулантобе рзд.      | 41       | 30       | 73,2       | 24          | 18          | 75,0        | 17          | 12          | 70,6        |
|                 |                     | Коскудук ст.        | 894      | 792      | 88,6       | 459         | 396         | 86,3        | 435         | 396         | 91,0        |
|                 |                     | Сарыбулак с.        | 1389     | 745      | 53,6       | 721         | 383         | 53,1        | 668         | 362         | 54,2        |
|                 |                     | Таскум рзд.         | 18       | 31       | 172,2      | 9           | 17          | 188,9       | 9           | 14          | 155,6       |
|                 |                     | Шолак с.            | 98       | 55       | 56,1       | 54          | 25          | 46,3        | 44          | 30          | 68,2        |

## Инфраструктура
В городе находятся Капчагайская ГЭС, промышленные предприятия: «Капчагайский фарфор», «Мостострой-Капчагай», ТОО «Рыбпром», TOO «ACRYLATE», ТОО «Polimermetall-T», TOO «Zhersu Metal», TOO «Knauf Gips», ТОО «Аян» в том числе несколько совместных предприятий.
Сферу развлечений представляют казахстанско-итальянский комплекс «Капчагайский аквапарк» и игорная зона «Капчагай».
Территория ранее известного проекта СЭЗ (Специальной экономической зоны) G4 City решением правительства Казахстана в январе 2024 года была расширена более чем в три раза — с 30 тыс. до 96,5 тыс. га, в неё вошёл весь город Алатау и часть территории Конаева. Также планируется её переименование в СЭЗ Alatau.

## Достопримечательности
Капшагайский курган — древний комплекс захоронений усуньского периода на левом берегу реки Или.

## Транспорт
Поезда, которые проходят через город Конаев:
| # | Поезда                      | #  | Поезда               |
| - | --------------------------- | -- | -------------------- |
| 1 | Алма-Ата — Семей            | 2  | Алма-Ата — Павлодар  |
| 3 | Ташкент — Новосибирск       | 4  | Кызылорда — Семей    |
| 5 | Бишкек — Новосибирск        | 6  | Алма-Ата — Урумчи    |
| 7 | Алма-Ата — Усть-Каменогорск | 8  | Алма-Ата — Сары-Озек |
| 9 | Алма-Ата — Новосибирск      | 10 | Алма-Ата — Достык    |

Стоимость проезда на общественном транспорте по состоянию на июль 2024 г.— 80 тенге

## Главы
1. Койшыманов Акан Жулайулы (1976—1980);
2. Абдрасылов Фарид Амирсарулы (1980—1984);
3. Курмашев Куаныш (1984—1987);
4. Хворов Юрий Павлович (1992—1998);
5. Зеленский Сергей Михайлович (1998—2008);
6. Таубаев Наурызбай Асанбайулы (2008—2014);
7. Кикимов Сатжан Манасулы (2014—2016);
8. Кайнарбеков Талгат Канатулы (2016—2020);
9. Куматаев Нурлан Орынбасарулы (2020—2024);
10. Бердиханов Асхат Ермекович (С 2024 — по настоящее время).